# Olivier Bonnes
Olivier Harouna Bonnes (ur. 7 lutego 1990 w Niamey) – piłkarz nigerski grający na pozycji defensywnego pomocnika. Od 2016 roku jest zawodnikiem klubu Gwangju FC.

## Kariera klubowa
Bonnes jest wychowankiem klubu Carcassonne Domairon FC. W 2005 roku podjął treningi w FC Nantes, a w 2006 roku awansował do drużyny rezerw tego klubu. W sezonie 2009/2010 zaliczył dwa występy w pierwszym zespole Nantes, w drugiej lidze francuskiej. W sezonie 2010/2011 nadal grał w rezerwach Nantes.
W 2011 roku Bonnes został zawodnikiem Lille OSC. Nie przebił się jednak do składu pierwszego zespołu i od czasu przyjścia do Lille grał w rezerwach tego klubu. Następnie występował w takich klubach jak: FC Brussels, Wereja Stara Zagora, Łokomotiw Płowdiw i PFK Montana, a w 2016 przeszedł do Gwangju FC.

## Kariera reprezentacyjna
W reprezentacji Nigru Bonnes zadebiutował w 2011 roku. W 2012 roku został powołany do kadry na Puchar Narodów Afryki 2012.